# Tanító

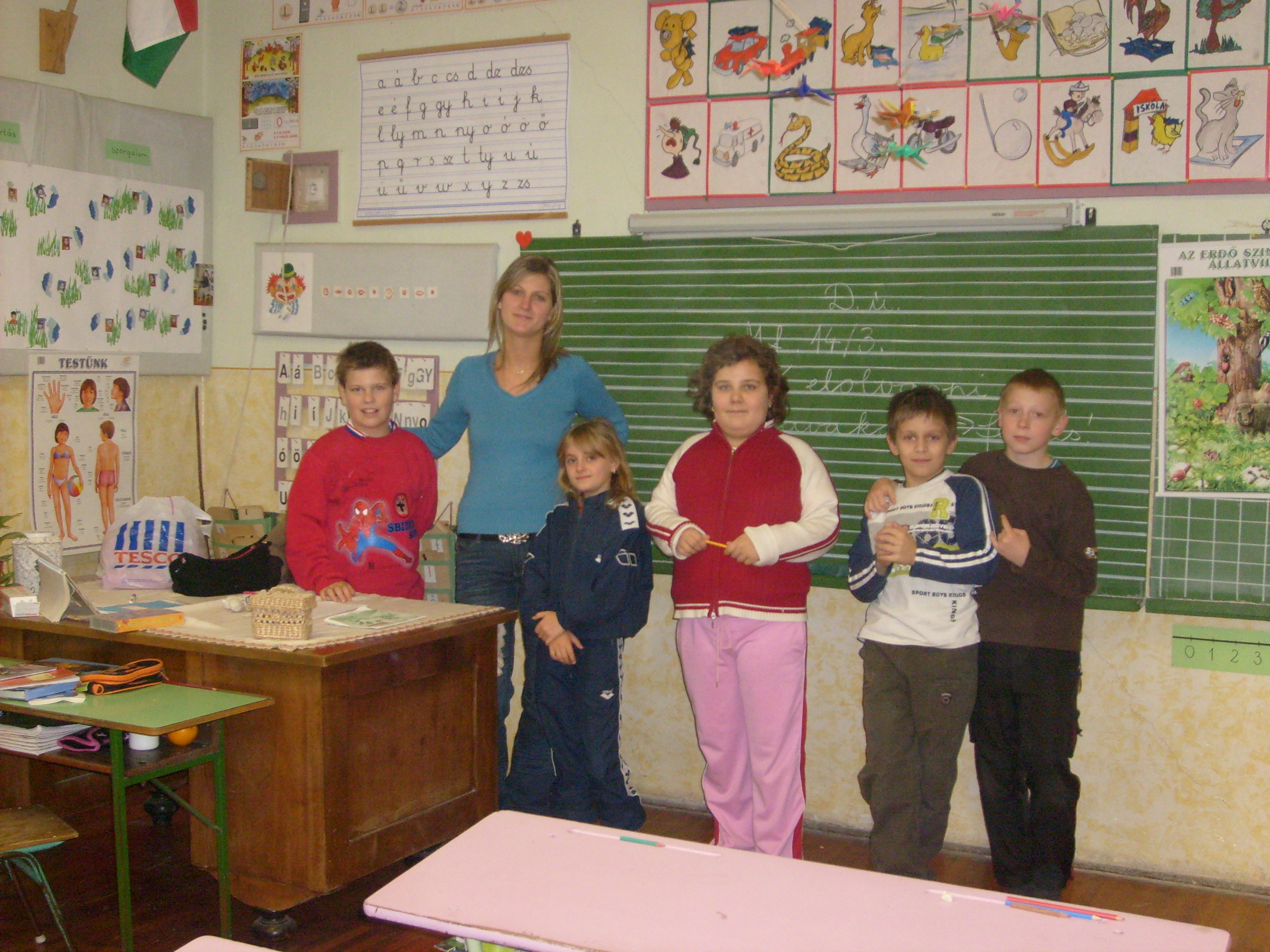
Tanító gyermekekkel

A tanító olyan pedagógus, aki az általános iskolai 1–4. osztályokat tanítja, valamint műveltségterületének megfelelően az 5–6. osztályban tarthat órákat. A tanítónak rendelkeznie kell korszerű általános műveltséggel, idegennyelv-tudással és társadalmi érzékenységgel. Ezenkívül tisztelnie kell az egyetemes emberi és nemzeti értékeket, az erkölcsi normákat. Jellemzője az egyéni és közösségi felelősségérzet és feladatvállalás, példát mutat egészséges életvitelével. Manapság a pedagógusok gyakran részt vesznek az üzleti életben, a turizmus szervezésében, a közhasznú ügyek irányításában, vagy a kisebbségek támogatásában. Egyesek informatikai vagy önkormányzati feladatokat látnak el, vagy segítenek a modern település fejlesztésében.

## A szakma története
Magyarországon 1777-ben kiadták a Ratio Educationis tanügyi rendelkezéseit, mely a pedagógus szakma kialakulásának kezdetét jelentette. Ekkor fogalmaztak meg először általános érvényű képesítési követelményeket és képzési előírásokat a különböző intézményekben foglalkoztatott tanító szakemberek számára.
A tanítók majdani munkájukra képzés során készülnek fel. A tanítóképzés lényege már a kezdetektől fogva a gyakorlati ismeretek kialakítása volt, ennek ellenére a tényleges képzésben az elméleti oktatás volt a jelentős, a gyakorlati csak kiegészítő szerephez jutott. Ez a kettősség napjainkig fennmaradt a képzésben. Az eleinte egyéves képzést a lassan teljesíthetetlen óraszámok miatt 1881-től öt, majd hatévfolyamos képzések váltották fel.
A mai iskolákban már mindkét nemből, külön erre képzett pedagógusok oktatnak, főállásban. De nem volt ez mindig ilyen. A magyar iskolaügy korai századaiban az iskolák egyházi intézmények voltak, amelyekben papok tanítottak. Mellettük a 15–16. századtól jelenik meg – kezdetben a városi plébániai, később a növekvő számú falusi iskolákban is a tanítással alkalom- majd hivatásszerűen foglalkozó világi szakemberek, a mesterek (rector, ludi magister stb.) rétege. Néhány évszázada még a tanítók nagy része az egyházi segédszolgálatot és a település jegyzőjének feladatait is ellátta. Tanítói jövedelmük főleg természetbeni javakból állt és a munkát főleg férfiak végezték. Azután a 19. században az országban gazdasági változások következtek be, megindult a városiasodás. Ahogy bővültek a munkaerő-piaci lehetőségek, úgy jelentek meg a nők egyre többen a tanítói pályán.
Lásd még: Neveléstörténet

## Napjainkban
Napjainkban teljesen megváltozik a tanárszerep. A pedagógus dolga nemcsak az, hogy áttöltse a tudást a diákokba, hanem megfelelő tanulási környezetet is létre kell hoznia. Már nemcsak ismereteket közvetít, hanem a tanulási folyamat tanácsadója is. Célja egy érdekes és motiváló környezet megteremtése is, hogy a diákévek kellemes emlékként térhessenek majd vissza felnőttkorunkban.

## A tanítók képzése
Jelenleg Magyarországon közel másfél tucat felsőoktatási intézményben hirdetnek meg tanító BSc szakot, melyet 8 félév alatt és 240 kreditpont összegyűjtésével lehet elvégezni. A szakon minden hallgatónak választania kell műveltségterületet, amelyek a következők lehetnek: magyar nyelv és irodalom, idegen nyelv (köztük a magyar is, mint idegen nyelv), matematika, ember és társadalom, természetismeret, ének-zene, vizuális nevelés, informatika, technika-életvitel-háztartástan, testnevelés és sport. A választott műveltségterületüknek megfelelő tantárgyakat a közoktatás 5. és 6. osztályában taníthatják. Továbbá némely intézményben a műveltségterület helyett (vagy akár mellé is) szakirányt is lehet választani, ill. eleve szakirányú tanító szakként hirdetik meg. Ilyen szakirányok leginkább a nemzetiségi szakirányok és elsősorban azok az intézmények hirdetnek meg adott nemzetiségi szakirányt, melyeknél földrajzi elhelyezkedés indokolja vagy a területen megtalálható nemzetiségi oktatási intézményekben szükség van nemzetiségi tanítókra. A hazánkban élő nemzetiségek közül például a cigány-roma, a német, a szerb, a horvát, a szlovák, a román és a szlovén nemzetiségi szakirányokat hirdetnek meg egyes felsőoktatási intézmények. Némely egyházi felsőoktatási intézményben hitéleti nevelő (pl. AVKF) szakirány is választható, mellyel hittant lehet az általános iskolában a felsőbb éveseknek tanítani. A legtöbb intézményben a tanítók képzését próbálják speciális ismeretkörökkel is kibővíteni, mint például a drámapedagógia, multikulturális nevelés, hagyományismeret, könyvtár-pedagógia, gyermek-testnevelés, környezettudatos nevelés, családpedagógia stb.
Országos hírű tanítóképző intézmények:
- Eötvös Loránd Tudományegyetem Tanító- és Óvóképző Kar
- Kölcsey Ferenc Református Tanítóképző Főiskola
- Miskolci Egyetem Comenius Tanítóképző Főiskolai Kar
- Nyugat-magyarországi Egyetem Apáczai Csere János Kar
- Kaposvári Egyetem Pedagógiai Kar
- Pázmány Péter Katolikus Egyetem Vitéz János Kar (korábban Vitéz János Római Katolikus Tanítóképző Főiskola)
- Pécsi Tudományegyetem Kultúratudományi, Pedagógusképző és Vidékfejlesztési Kar
- Szegedi Tudományegyetem Juhász Gyula Pedagógusképző Kar
- Apor Vilmos Katolikus Főiskola (korábban Zsámbéki Katolikus Tanítóképző Főiskola)
- Eötvös József Főiskola Neveléstudományi Kar
- Szent István Egyetem Alkalmazott Bölcsészeti és Pedagógiai Kar
- Nyíregyházi Főiskola Pedagógusképző Kar
- Nyíregyházi Főiskola Pedagógusképző Kar Tanítóképző Intézet